# Mlin na vjetar u Sutivanu
Mlin na vjetar nalazi se u Sutivanu na Braču, na adresi ul. Gorana Pavlova.

## Opis
Mlin na vjetar u Sutivanu, građevina je kružnog tlocrta sagrađena u prvoj polovini 19. stoljeća. Pogonski dijelovi mlina su nestali. Mlin je pokretao vjetar te je imao platnena krila. Danas se koristi za stanovanje.

## Zaštita
Pod oznakom Z-5225 zaveden je kao nepokretno kulturno dobro - pojedinačno, pravna statusa zaštićena kulturnog dobra.